# Портленд Уинтерхокс
«Портленд Уинтерхокс» (англ. Portland Winterhawks) — молодёжный хоккейный клуб из города Портленд, штат Орегон, США. Выступает в Западной хоккейной лиге (WHL), одной из трёх лиг, составляющих Канадскую хоккейную лигу (CHL). Перед сезоном 2021–22 «Уинтерхокс» разделили свои домашние игры между «Ветеранс Мемориал Колизеум» и «Мода-центр», который они делили с «Портленд Трэйл Блэйзерс» из Национальной баскетбольной ассоциации.

## История
«Уинтерхокс» были основаны в 1950 году как «Эдмонтон Ойл Кингз». В 1976 году команда переехала в Портленд. После переезда в Портленд «Уинтерхокс» стали самой южной командой Канадской хоккейной лиги.

## Достижения
- Чемпион WHL (3): 1982, 1998, 2013
- Мемориальный кубок (2): 1983, 1998
- Победители регулярного сезона (4): 1980, 1998, 2013, 2020

## Рекорды команды
| Рекорды команды за один сезон      |       |         |
| Статистика                         | Всего | Сезон   |
| Очки                               | 117   | 2012–13 |
| Победы                             | 57    | 2012–13 |
| Наибольшее кол-во забитых шайб     | 495   | 1982–83 |
| Наименьшее кол-во забитых шайб     | 146   | 2006–07 |
| Наибольшее кол-во пропущенных шайб | 450   | 1990–91 |